# كليمنتين تشرشل
كليمنتين تشرشل (بالإنجليزية: Clementine Churchill) زوجة رئيس وزراء المملكة المتحدة الأسبق ونستون تشرشل. التقت كليمنتين بتشرشل لأول مرة في عام 1904م في حفل راقص في قاعة كرو في منزل إيرل وكونتيسة كرو.

## روابط خارجية
- مقالات تستعمل روابط فنية بلا صلة مع ويكي بيانات